# Оболонський район
Оболонський район — район у місті Києві. Як територіальну одиницю утворено 3 березня 1975 року і названо на честь столиці Білорусі — Мінським. До тодішнього Мінського району ввійшли території Куренівки, Мінського масиву, Пріорки, Оболоні.
Згідно з рішенням сесії Київської міської ради в 2001 році району було повернуто історичну назву — Оболонський та включено до його складу територію Пущі-Водиці.
До складу Оболонського району входять території:
- Пуща-Водиця,
- Селище ДВС (Водогін)
- Мінський масив,
- Пріорка,
- Куренівка (частина),
- Оболонь,
- Петрівка (Почайна)

Нині Оболонський район м. Києва займає площу 11,02 тис. га, на якій проживає понад 319 тисяч населення.

## Населення

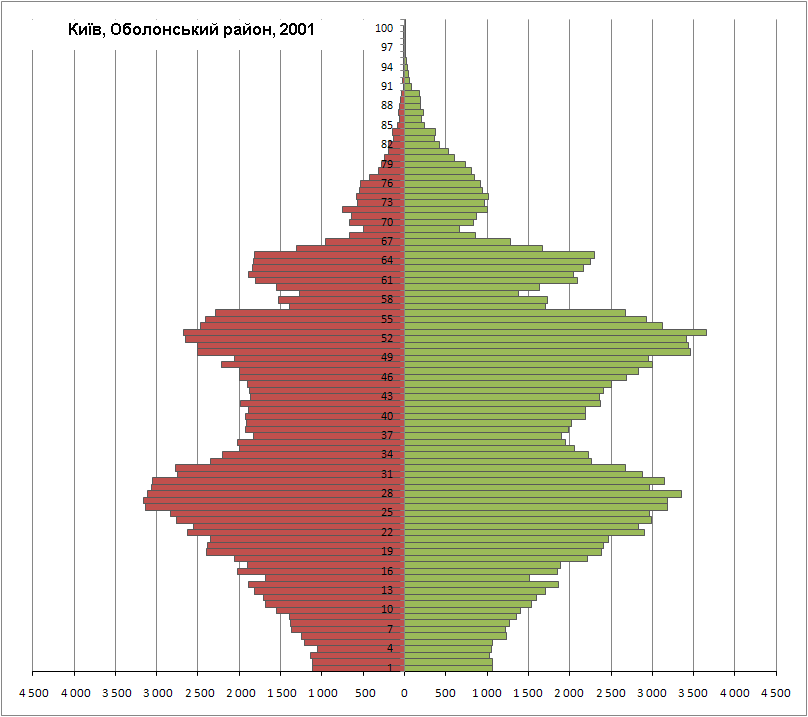
Статево-вікова піраміда населення Оболонського району у 2001 р.

Чисельність населення району:
- 2001 — 306 173
- 2008 — 311 947
- 2020 — 319 173[4]
- 2022 — 313 230[5]

### Мовний склад
Рідна мова населення за даними перепису 2001 року:
| Мова       | Чисельність, осіб | Доля     |
| ---------- | ----------------- | -------- |
| Українська | 212 952           | 70,31 %  |
| Російська  | 71 483            | 23,60 %  |
| Інше       | 18 439            | 6,09 %   |
| Разом      | 302 874           | 100,00 % |

## Промисловість
- ЗАТ «Оболонь»
- завод «Маяк»
- Хлібокомбінат № 10
- Перший трубний завод
- Завод з виробництва бетону

## Торгівля
- Караван Outlet — гіпермаркет
- DREAM yellow і DREAM berry (раніше Dream Town 1 і 2) — торговельно-розважальні центри
- Blockбастер — торговельно-розважальний центр
- Lake Plaza — торговельно-розважальний комплекс
- OASIS — торговельний центр
- Smart Plaza Obolon — торговий центр
- Макрос — торговий центр
- Gorodok Shopping Mall — торговий центр
- Plaza Sport Outlet —  торговий центр
- Полярний — торговий центр
- Рітейл парк — торговий центр
- Епіцентр — торговий центр
- Ринок "Оболонь" — громадський ринок
- Ринок "Куренівський" — громадський ринок
- Ринок "Мінський" — громадський ринок
- Речовий ринок "Петрівський" — громадський ринок

## Транспорт

### Міська електричка
Ст. Почайна (до 2018 - Петрівка)
Ст. Куренівка (до 2024 - Зеніт)
Ст. Пріорка (до 2024 - Вишгородська)
Ст. Оболонь (була ліквідована у 2013 році)

### Метрополітен
Ст.м. Героїв Дніпра
Ст.м. Мінська
Ст.м. Оболонь
Ст.м. Почайна

### Трамвайні маршрути
Маршрут 11К (вул. Йорданська - Куренівський парк)
Маршрут 12К (Пуща-Водиця - Куренівський парк)
Маршрут 16К (Ст.м. Героїв Дніпра - Куренівський парк)

### Тролейбусні маршрути
Маршрут №6 (Діагностичний центр - Майдан Незалежності)
Маршрут №18 (Майдан Незалежності - вул. Сошенка)
Маршрут №24 (вул. Північна - просп. Свободи)
Маршрут №25 (Ст.м. Почайна - просп. Свободи)
Маршрут №27 (Ст.м. Почайна - Ст. Київ-Волинський)
Маршрут №28 (Ст.м. Лук'янівська - просп. Свободи)
Маршрут №29 (Ст. Зеніт - пл. Дарницька)
Маршрут №30 (вул. Кадетський Гай - вул. Милославська)
Маршрут №31 (вул. Милославська - Ст.м. Лук'янівська)
Маршрут №32 (вул. Північна - вул. Сошенка)
Маршрут №33 (мас. Мінський - зал. вокзал Південний)
Маршрут №34 (Ст.м. Почайна - вул. Північна)
Маршрут №36 (вул. Північна - вул. Чорнобильська)
Маршрут №44 (вул. Північна - просп. Степана Бандери)
Маршрут №47 (вул. Милославська - Ст.м. Мінська)

## Заклади науки та освіти
- Ліцей №8
- Школа №231
- Спеціалізована школа № 252
- Спеціалізована школа № 210
- Спеціалізована школа № 214
- Спеціалізована школа № 239
- Спеціалізована школа № 244
- Спеціалізована школа № 168
- Спеціалізована школа № 256
- Спеціалізована школа №298
- Спеціалізована школа №226
- Гімназія №143
- Ліцей «Оболонь»
- НВК — ЛІЦЕЙ № 157
- Приватна школа "Екологія і Культура"
- Університет імені Бориса Грінченка
- Український державний геологорозвідувальний інститут
- Інститут надтвердих матеріалів імені В. М. Бакуля НАН України

## Очільники
18 травня 2020 року розпорядженням Президента України № 324/2020-рп. Кирила Фесика призначено головою Оболонської районної в місті Києві державної адміністрації.

## Зображення

Районна рада і районна держадміністрація
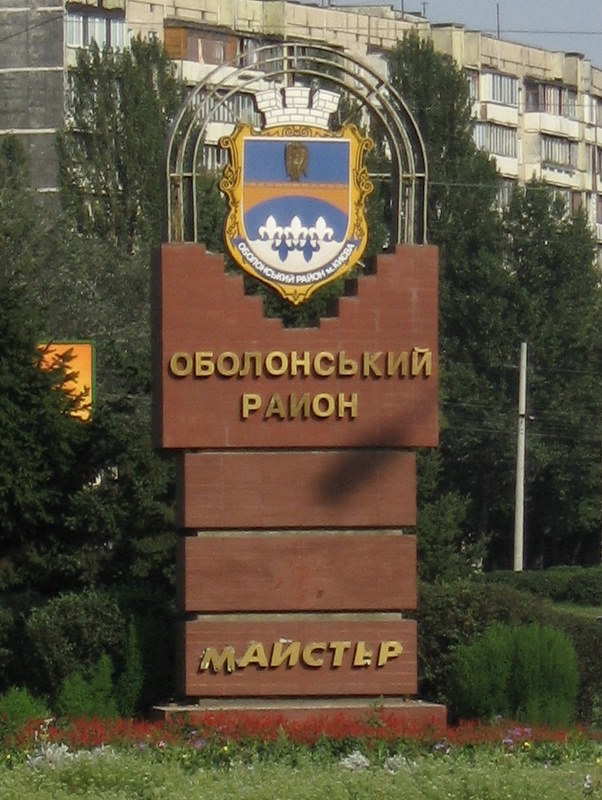
Знак при в'їзді в район з боку проспекту Правди
Одна з оболонських багатоповерхівок
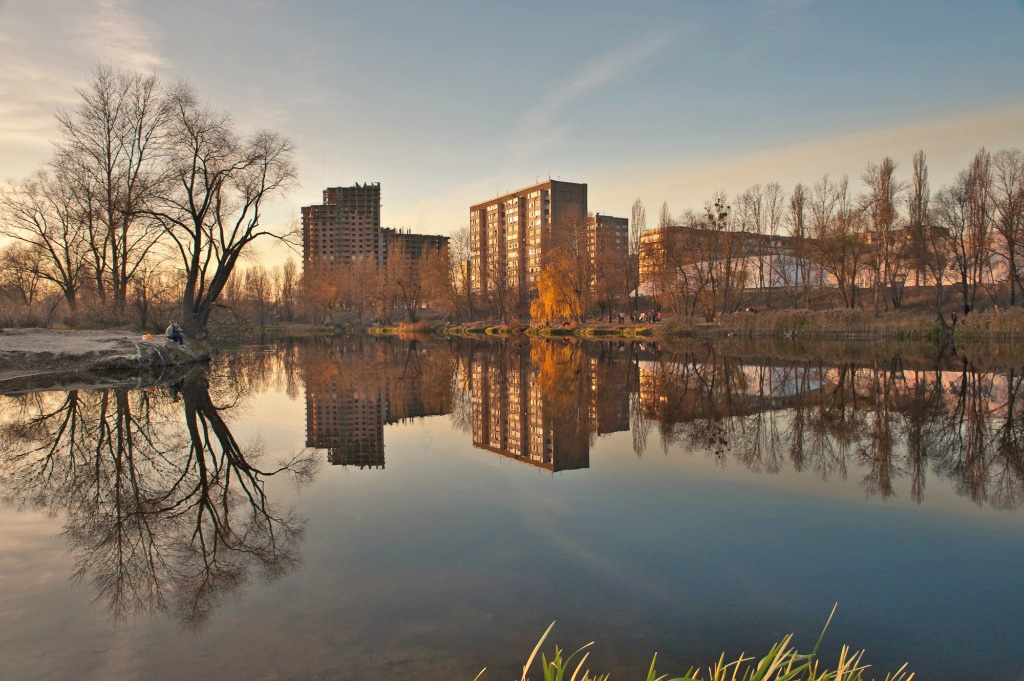
Вербне озеро
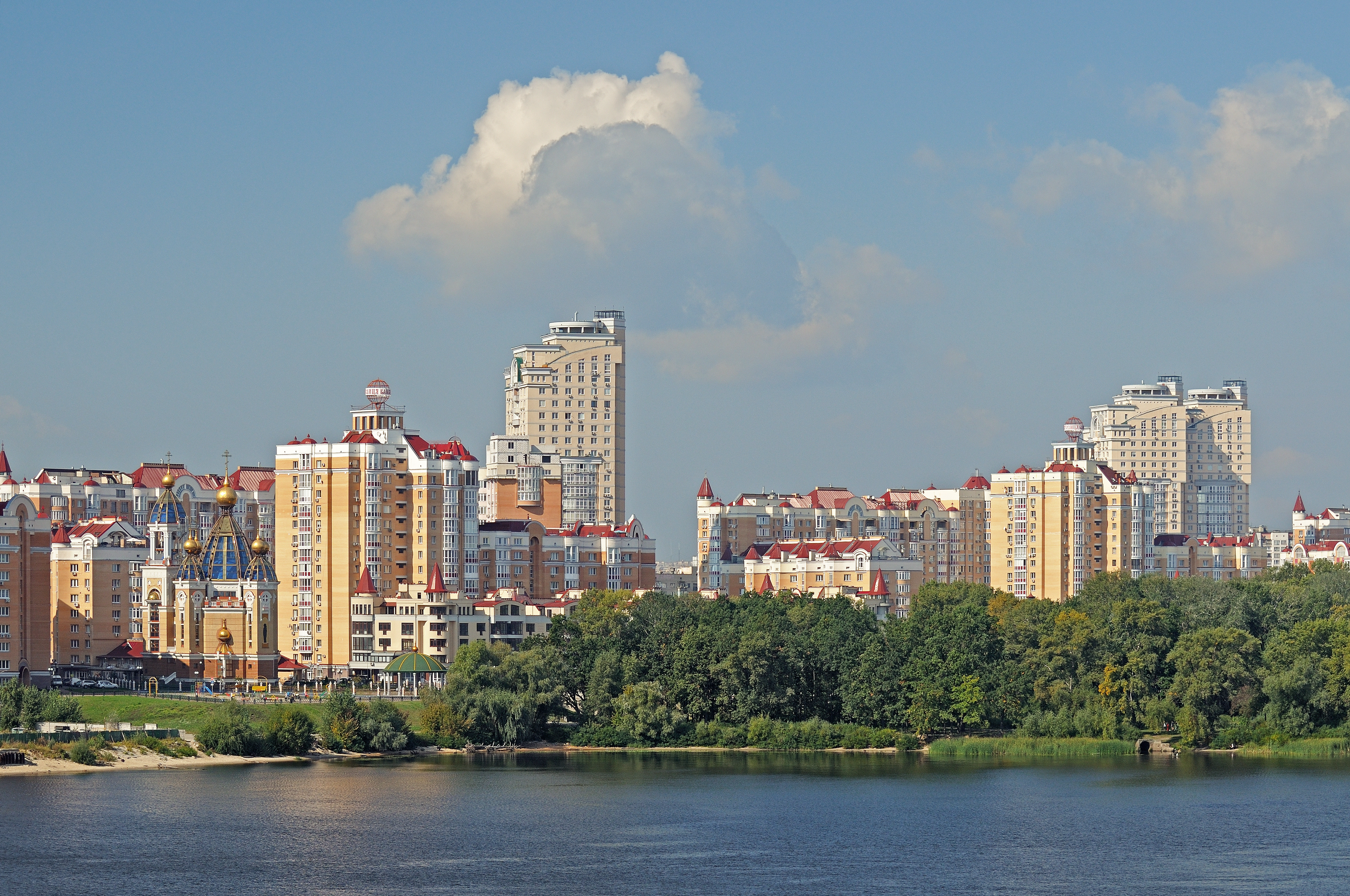
Узбережжя Дніпра